# نیم‌تاج

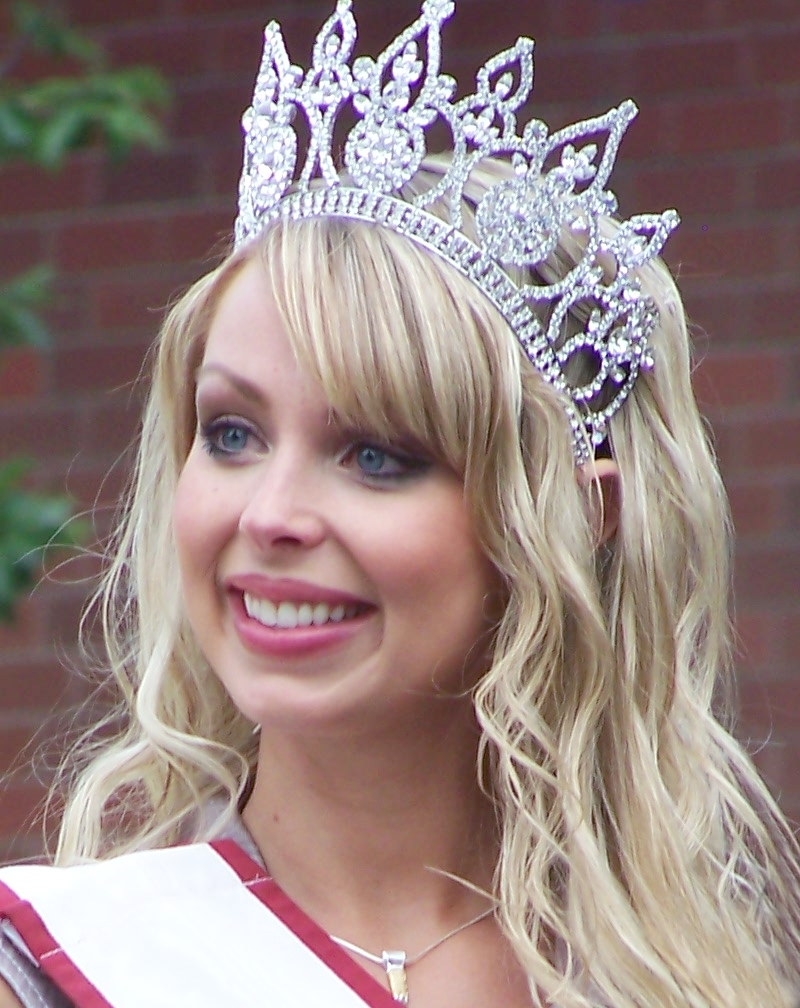
آلشیا فیلدبرگ، دوشیزه ۲۰۰۸ کانادا با نیم‌تاجی بر سر.

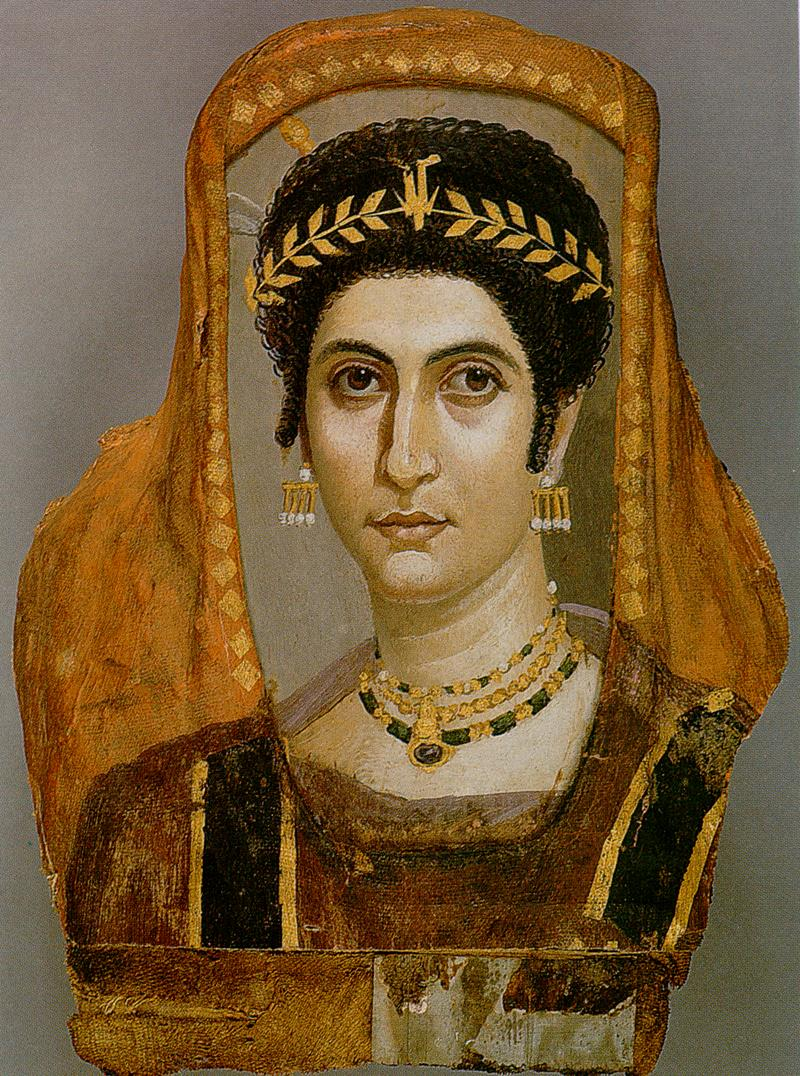
تک‌چهره فیوم از یک زن که تاج گل طلا به سر دارد، ۱۰۰ تا ۱۱۰ پس از میلاد

نیم‌تاج به تاج کوتاه و کوچکی گفته می‌شود که از یک حلقه فلزی گوهرنشان ساخته شده باشد. نیم‌تاج معمولاً در جلوی سر قرار می‌گیرد و توسط اشراف و شاهزادگان پوشیده می‌شود. شکل مفصل‌تری از آن که در ایران قدیم استفاده می‌شد «تارُک» نامیده می‌شود.
نیم‌تاج‌ها اهمیت زیادی در نشان دادن زیبایی دارند.